# Balto – Sein größtes Abenteuer
Balto – sein größtes Abenteuer ist ein US-amerikanischer Zeichentrickfilm von Universal Pictures aus dem Jahr 2004. Dieser Film basiert wie sein Vorgänger Balto – Auf der Spur der Wölfe (2000) nicht auf einer realen Vorlage. Es handelt sich um die zweite Fortsetzung zu Balto – Ein Hund mit dem Herzen eines Helden (1995).

## Handlung
In diesem Film steht der Zwist zwischen dem Vater Balto und seinen Sohn Kodi über die Zukunft der Postverteilung zwischen Nome und White Mountain. Während Kodi meint, er und sein Schlittenteam seien für die Stadt unabdingbar, sieht Balto die Sache anders. So kommt es zu einem Wettrennen zwischen einem Flugzeug und dem Team der Schlittenhunde der Stadt. Obwohl das Flugzeug als Erster die Post in der Stadt White Mountain übernimmt, können die Hunde das Rennen gewinnen, da der Pilot aufgrund der immer schlechter werdenden Witterungsbedingungen die Orientierung verliert und auf dem Rückflug in der Wildnis abstürzt. So gewinnen entgegen allen Erwartungen die Schlittenhunde das Rennen. So machen sich Balto mit der Gans Stella, den Eisbären Heg und Mag und danach seinem Sohn Kodi auf die Suche nach dem Flugzeug. Als sie das Wrack in der Wildnis finden, können sie den verschollenen Ganter Boris retten. Während die beiden Gänse und die zwei Eisbären sich auf den Rückweg machen, sucht Balto allein nach dem Piloten. Mit Hilfe seines nach ihm suchenden Sohnes und der anderen Schlittenhunde kann der Pilot nur leicht verletzt geborgen werden. Am Ende wissen alle Bewohner von Nome, dass sie sich im Ernstfall auf ihre Schlittenhunde verlassen können.

## Kritik
Das Lexikon des internationalen Films beschrieb den Film als einen „[a]nnehmbare Familienunterhaltung nach Standard“, ergänzt um „nette [...] Sidekicks, Sentiment und einige [...] Lieder [...]“.